# 配方奶粉

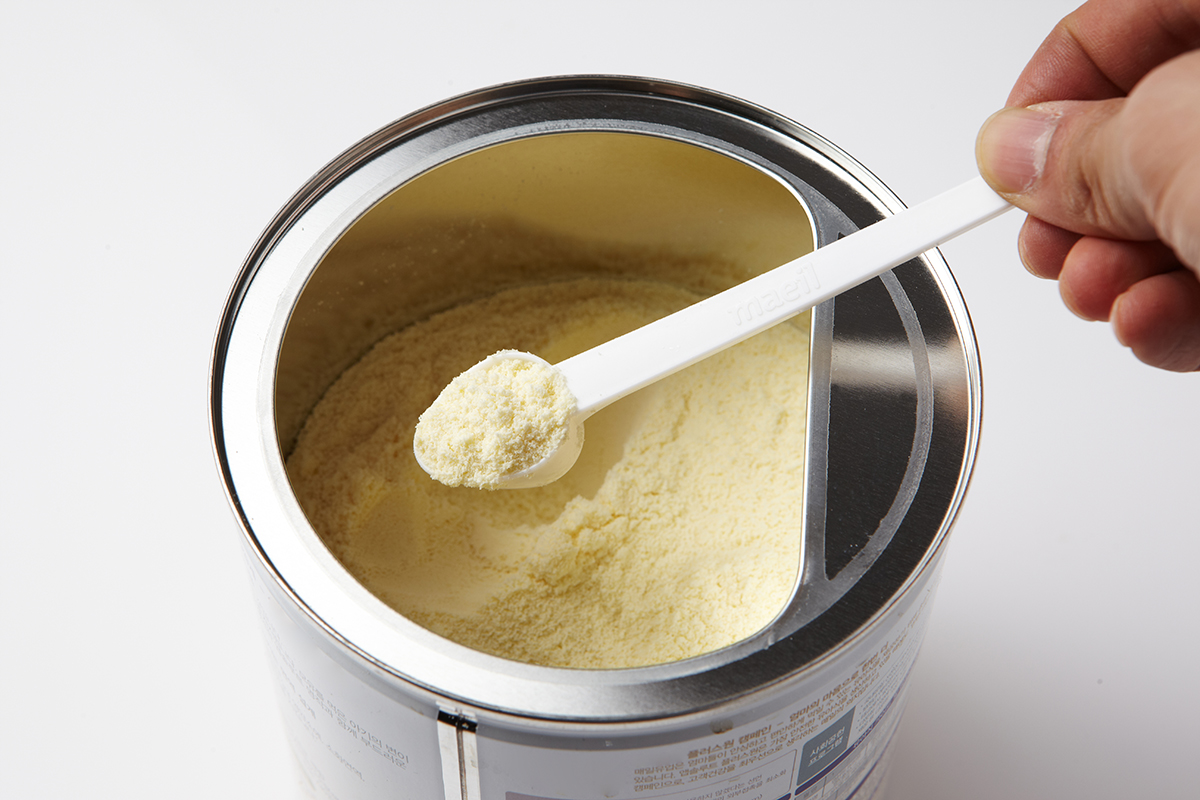
配方奶粉

婴儿配方奶粉又称母乳化奶粉，是以牛乳或其他动物的乳液，或动植物成份为基本原料，适当添加营养素，可供给婴儿生长与发育所需营养的一种粉末状嬰兒食品，用作母乳的替代品。
母乳是婴儿最理想的天然食物，但由于母亲健康等方面的原因，有时需人工喂养。20世纪初期人们主要用牛奶、羊奶、马奶等代替母乳到近代的豆奶粉 ，由于卫生问题，动物乳喂养婴儿的死亡率一直居高不下。1915年美国儿科医生Gerstenberger研制了第一款模拟母乳的婴儿配方奶粉SMA。1921年SMA批量生产，标志着现代婴儿配方奶粉产业的开始。目前，婴儿配方奶粉已被公认为适合婴儿的人工喂养营养品。
与普通奶粉相比，配方奶粉去除了部分酪蛋白，增加了乳清蛋白；去除了大部分饱和脂肪酸，加入了植物油；加入乳糖，含糖量接近母乳；降低了钙等矿物质的含量以减轻婴儿肾脏负担；添加了微量元素、维生素以及某些氨基酸等，使之更接近母乳。

## 管理
依照美国食品与药品管理局（FDA）的规定，婴儿配方奶粉中的所有成分，必须被认可为安全成分（generally recognized as safe, GRAS）或可作为食品添加物（food additives）。
1985年美国在婴儿配方奶粉法案中规定了29种营养素的最低含量和10种营养素的最高含量。
婴儿奶粉行动准则（infant formula act）要求制造商按照安全与品质的规定进行生产，化验分析每批奶粉的营养成分及安全性，并且在包装上注明批号，以备卫生当局查核及上市后发生不良事件时报告与处理。
2004年6月，联合国食品标准法典委员会日内瓦会议正式修改了国际婴幼儿食品卫生标准，特别是婴儿奶粉的标准。
旧版中华人民共和国婴儿配方奶粉的标准于1989年制定，1997年修订。婴幼儿配方奶粉国家标准GB10767明确指出婴幼儿配方奶粉及婴幼儿补充谷粉通用的技术条件、实验方法、检测规则和食品的包装、标签、运输与储藏要求等。
最新中华人民共和国国家标准食品安全国家标准婴儿配方食品--GB 10765—2010]]，2010年3月26日发布，2011年4月1日期执行，下载地址见
www.scwsjd.com/resources/swfiles/2013032604353600.pdf。
本标准代替GB 10765-1997《婴儿配方乳粉I》、GB 10766-1997《婴儿配方乳粉II 、III 》、GB 10767-1997
《婴幼儿配方粉及婴幼儿补充谷粉通用技术条件》、及其修改单。 
本标准与GB 10765-1997、GB 10766-1997  和GB 10767-1997相比，主要变化如下： 
——将三项标准整合为一项标准，标准名称改为《婴儿配方食品》；
——修改了标准中的各项条款。
本标准的附录A、附录B为资料性附录。 
2021年3月18日，中国家卫生健康委员会联合国家市场监督管理总局发布婴幼儿配方食品三项新国标，于2023年2月22日实施。此次新标准将现行《食品安全国家标准 较大婴儿和幼儿配方食品》（GB 10767-2010）拆分为《食品安全国家标准 较大婴儿配方食品》（GB 10766-2021）与《食品安全国家标准 幼儿配方食品》（GB 10767-2021）两个标准，使得标准更加科学。

## 对比
目前共同的认识是母乳才是婴儿的最佳食品，世界卫生组织也在促进母乳餵養。

## 成分
配方奶粉与普通奶粉的区别一方面在为了是之更接近母乳而改变其酪蛋白/乳清蛋白、饱和脂肪酸/不饱和脂肪酸、乳糖、矿物质等的含量，另一方面添加了微量元素、维生素、氨基酸或其他“有益”的成分。